# Teatre Municipal de Palafrugell
El Teatre Municipal de Palafrugell (TMP) va ser inaugurat el dia 7 de maig de 1999. Té una capacitat per a 470 persones (302 a platea i 168 a l'amfiteatre) i, a més de la sala del teatre, consta d'una sala d'exposicions al primer pis i una sala d'actes al segon pis. El 1985 l'Ajuntament de Palafrugell presidit per Lluís Medir comprà per 25 milions de pessetes la finca on s'ubicava l'aleshores anomenat Cinema Victòria. El 29 de juliol de 1988 l'Ajuntament de Palafrugell va aprovar el projecte de rehabilitació del Teatre Municipal de Palafrugell. El projecte consistir en enderrocar una part de les obres efectuades al Teatre i aixecar-lo de nou per ampliar l'aforament. L'obra es va iniciar l'any 1992. Tant l'oposició com algunes entitats van criticar aquests canvis en les obres. El Cineclub Garbí gestiona les projeccions de cinema que es fan a la sala.

## Sala d'exposicions
Ja des d'un bon principi, amb la inauguració del nou teatre municipal, l'any 1999 es va considerar la possibilitat que incorporés una sala d'exposicions, un equipament cultural necessari per a qualsevol població. Fins a aquell moment les exposicions programades des de l'Àrea de Cultura s'havien de realitzar en el Museu del Suro, a Can Genís o en sales privades. Gràcies a la nova sala del museu es varen poder destinar exclusivament als seus usos concrets.
Aquesta sala es troba en el primer pis del TMP i, amb una planta allargada, consta de 20 metres lineals d'exposició. Les exposicions que s'hi programen són totes elles molt variades. Es troben exposicions de temes tradicionals com mostres de pessebres o fotografia dedicada a les tradicions locals d'Els Pastores, del Carroussel Costa Brava o del Carnaval de les escoles; exposicions solidàries organitzades per la Creu Roja; exposicions d'art contemporani, prioritzant els artistes del territori, tan de pintura com fotografia; exposicions de la Biennal Miserachs i d'altres.